# 德米特罗·赫拉喬夫
德米特罗·奧萊霍維奇·赫拉喬夫（羅馬化：Dmytro Olehovych Hrachov；1983年12月5日—），乌克兰射箭运动员。他曾参加2004年和2012年夏季奥林匹克运动会射箭比赛，其中在2004年奥运获得一枚铜牌。